# Alianza DVD+RW
La Alianza DVD+RW o DVD+RW Alliance es una agrupación de empresas unidas para estandarizar los formatos DVD+R y DVD+RW.
En 1995, otras empresas crearon el DVD Forum con características propias sobre el estándar del formato DVD.
Esta Alianza no tiene que pagar derechos por la creación de los discos, entonces los discos DVD+R y DVD+RW resultan más económicos, además de incorporar características distintas a los DVD-R y DVD-RW. Todo esto por no pertenecer al Foro DVD.
DVD+RW Alliance conformó estos miembros en 1997 (para evitar pagar la licencia al Foro):
- Dell Computer Corp.
- HP (Hewlett-Packard Co.)
- Mitsubishi Chemical Corp. (actualmente Verbatim Corporation) (abandonó el DVD Forum)
- Royal Philips Electronics N.V. (abandonó el DVD Forum)
- Ricoh Company, Ltd.
- Sony Corp. (abandonó el DVD Forum)
- Thomson SA
- Yamaha Corp.

Estas compañías dirigen la alianza y no representan la totalidad de la misma.

## Características
- La inicialización del disco y su finalización (caso de DVD-RW) no es necesaria. Nada más colocar un disco se procede a la grabación de los datos, con lo que se ahorra tiempo en la grabación, lo cual influye en discos más rápidos en el grabado.
- Al igual que los discos DVD-RW, están basados en la tecnología de CLV (Constant Linear Velocity o Velocidad Lineal Constante), con lo cual siempre va a haber un flujo constante de datos.
- Permite detener la grabación en cualquier momento sin producir errores, evitando estropear el disco debido al efecto Buffer-Underrun o subdesbordamiento de búfer.
- Formatea el disco al mismo tiempo que graba.
- Una vez finalizada la grabación, se visualiza la información al instante, sin necesidad de volver a inicializar el disco.

El tema que mayor confusión ha llevado a los usuarios de DVD, además del conocimiento de las diferencias entre ambos formatos, ha sido el hecho de confundir el símbolo de los DVD+RW (su símbolo son las letras RW en un recuadro blanco) con el término regrabable.
La mayoría de las grabadoras, tienen dos símbolos en caso de grabar los dos formatos. Uno es el símbolo típico de unidad DVD (DVD Forum, Símbolo DVD, DVD-RW) y el otro es un recuadro blanco con las letras RW, DVD Alliance, DVD+RW).